# Corydalis misandra
Corydalis misandra är en vallmoväxtart som beskrevs av B.U.Oh. Corydalis misandra ingår i släktet nunneörter, och familjen vallmoväxter. Inga underarter finns listade i Catalogue of Life.